# Eugenie Bouchard
Eugenie „Genie“ Bouchard (* 25. Februar 1994 in Montreal) ist eine ehemalige kanadische Tennisspielerin.

## Karriere
Im Alter von fünf Jahren begann Bouchard mit dem Tennissport. Sie ist Mitglied in Kanadas nationalem Trainingszentrum in Montreal. Seit 2011 tritt sie auch für die kanadische Fed-Cup-Mannschaft an, für die sie bei 4 Niederlagen bislang 13 Siege beisteuern konnte.

### 2008–2010
2008 gewann sie bei den Juniorinnen sowohl den Einzel- als auch den Doppeltitel bei einem ITF-Turnier in Costa Rica, außerdem den Einzeltitel beim ITF-Turnier All Canadian in Burlington.
Im Alter von 15 Jahren und einem Monat gewann sie 2009 in Toronto die kanadischen Hallenmeisterschaften der unter 18-Jährigen mit einem Endspielsieg über Marianne Jodoin (6:4, 7:5); damit war sie eine der jüngsten Siegerinnen seit Bestehen des Turniers. Ihr erstes Profimatch gewann sie bei einem Challenger-Turnier im italienischen Caserta, wo sie Federica Grazioso mit 6:4 und 7:6 bezwang. Im selben Jahr gewann sie außerdem die panamerikanische ITF-Meisterschaft, einer ihrer größten Erfolge als Juniorin.

### 2011–2013
Bei den Australian Open verlor Bouchard das Halbfinale der Juniorinnen gegen die an Nummer 5 gesetzte Mónica Puig mit 4:6, 4:6. Eine Woche später gewann sie ihr erstes ITF-Turnier; im Finale von Burnie besiegte sie in zwei Sätzen die 16-jährige Zheng Saisai. Ihren zweiten ITF-Titel gewann sie im April in Kroatien mit einem Endspielsieg über Jessica Ginier. Aufgrund ihrer guten Leistungen wurde sie in das kanadische Fed-Cup-Team berufen; gegen Slowenien verlor sie ihre erste Partie mit 0:6, 4:6 gegen Polona Hercog, gegen Maša Zec Peškirič gewann sie mit 6:4, 6:1. Bei den Wimbledon Championships der Juniorinnen kam sie 2011 bis ins Viertelfinale, in dem sie sich der an Nummer 3 gesetzten Irina Khrmacheva mit 2:6, 2:6 geschlagen geben musste. Im Doppel gewann sie den Wettbewerb an der Seite von Grace Min. Eine Woche später stand sie beim ITF-Turnier im kanadischen Waterloo mit ihrer US-amerikanischen Partnerin Megan Moulton-Levy im Finale, in dem sie den US-Amerikanerinnen Alexandra Mueller und Asia Muhammed im Match-Tie-Break unterlagen. Ende Juli bezwang Bouchard in der ersten Runde des WTA-Turniers von San Diego die Nummer 114 der Weltrangliste, Alison Riske – es war ihr erster Sieg auf der WTA Tour; in Runde zwei unterlag sie mit 2:6, 2:6 der an Nummer 2 gesetzten Nadja Petrowa.
2012 gewann sie in Wimbledon bei den Juniorinnen beide Endspiele; im Einzel besiegte sie Elina Switolina mit 6:2, 6:2 und im Doppel setzte sie sich an der Seite von Taylor Townsend mit 6:4 und 6:3 gegen die Paarung Belinda Bencic/Ana Konjuh durch.
Im Oktober 2013 erreichte sie in Ōsaka ihr erstes WTA-Finale, das sie mit 6:3, 5:7 und 2:6 gegen Samantha Stosur verlor. Im November wurde sie von der WTA wegen ihres raschen Aufstiegs in die Top 50 als Newcomerin des Jahres ausgezeichnet. Sie beendete die Saison auf Platz 32 der Weltrangliste und war damit zu diesem Zeitpunkt der bestplatzierte Teenager und die bestplatzierte Kanadierin.

### Aufstieg in die Top Ten
2014 stand sie erstmals im Hauptfeld der Australian Open und erreichte dort gleich ihr erstes Halbfinale bei einem Grand-Slam-Turnier. Sie stand damit als erste Kanadierin seit 22 Jahren im Halbfinale eines Major-Turniers. Im Viertelfinale besiegte sie die frühere Weltranglistenerste Ana Ivanović, die zuvor die aktuelle Nummer eins, Serena Williams, ausgeschaltet hatte. Im Halbfinale unterlag Bouchard mit 2:6 und 4:6 der späteren Turniersiegerin Li Na. Nach dem Turnier zählte sie erstmals zu den 20 bestplatzierten Spielerinnen der Weltrangliste (Platz 19). Für großes Aufsehen sorgte eine Gruppe australischer Fans, die Genie Army, die Bouchard bei ihren Partien lautstark anfeuerte. In ihrem Heimatland kam es nach ihrem erfolgreichen Auftritt in Melbourne zu einem regelrechten Hype um ihre Person.
Auch bei den French Open erreichte sie nach Siegen über Shahar Peer, Julia Görges, Johanna Larsson, Angelique Kerber und Carla Suárez Navarro das Halbfinale, das sie gegen Marija Scharapowa mit 6:4, 5:7, 2:6 verlor.
In Wimbledon erreichte Bouchard ihr drittes Grand-Slam-Halbfinale in Folge. Mit dem anschließenden Sieg über Simona Halep (7:6, 6:2) zog sie als erste Kanadierin der Open Era ins Endspiel eines Grand-Slam-Turniers ein, in dem sie Petra Kvitová mit 3:6 und 0:6 unterlag. Sie verbesserte sich in der Weltrangliste auf Position 7 – die beste Platzierung, die eine kanadische Tennisspielerin jemals erreicht hat. Im Oktober stand sie dann sogar auf Platz 5.
Ende November 2014 wurde bekannt, dass Bouchard und ihr langjähriger Trainer Nick Saviano ab 2015 getrennte Wege gehen. Der US-Amerikaner, der erst im Oktober 2013 ihr Cheftrainer geworden war, hatte die Kanadierin schon seit ihrem 12. Lebensjahr betreut. Im August 2015 trennte sich Bouchard nach nur sechs Monaten von ihrem nächsten Trainer, Sam Sumyk. Saviano, der nach der Trennung von Bouchard Sloane Stephens betreut hatte, nahm die Zusammenarbeit mit ihr dann 2016 wieder auf.

### Saisonabbruch 2021
2021 erlebte Bouchard bei den Australian Open erneut eine Enttäuschung, denn zum zweiten Mal in Folge schied sie in der Qualifikation aus. Danach spielte sie das Turnier in Lyon und kam über die erste Runde nicht hinaus, erreichte im Doppel jedoch das Finale. Beim Turnier in Guadalajara unterlag sie im Finale Sara Sorribes Tormo und Mitte März schied sie beim Turnier in Monterrey wieder in der ersten Runde aus. Trotz der immer wieder auftretenden Schulterprobleme hatte sie sich in der Weltrangliste von Platz 330 im August 2020 auf Platz 116 im März verbessern können. Im März war dann der Musculus subscapularis gerissen und nach jahrelanger konservativer Behandlung folgte im Juni die unvermeidliche Operation.
Am 16. Juli 2025 gab sie bekannt, ihre Karriere nach den National Bank Open 2025 in Montreal beenden zu wollen. Ihre letztes Match spielte sie am 30. Juli gegen Belinda Bencic, das sie mit 2:6, 6:3 und 4:6 verlor.

## Turniersiege

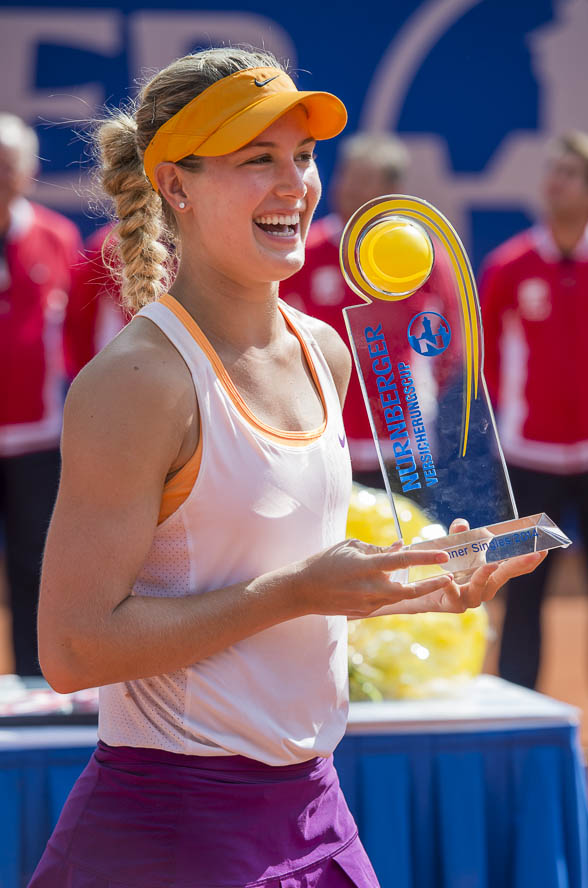
Bouchard 2014 beim Nürnberger Versicherungscup

### Einzel
| Nr. | Datum            | Turnier  | Kategorie         | Belag             | Finalgegnerin     | Ergebnis         |
| --- | ---------------- | -------- | ----------------- | ----------------- | ----------------- | ---------------- |
| 1.  | 5. Februar 2011  | Burnie   | ITF $25.000       | Hartplatz         | Zheng Saisai      | 6:4, 6:3         |
| 2.  | 10. April 2011   | Šibenik  | ITF $10.000       | Sand              | Jessica Ginier    | 6:0, 6:2         |
| 3.  | 12. Mai 2012     | Bastad   | ITF $10.000       | Sand              | Katharina Lehnert | 7:64, 6:0        |
| 4.  | 19. Mai 2012     | Bastad   | ITF $10.000       | Sand              | Milana Špremo     | 6:3, 6:0         |
| 5.  | 22. Juli 2012    | Granby   | ITF $25.000       | Hartplatz         | Stéphanie Dubois  | 6:2, 5:2 Aufgabe |
| 6.  | 4. November 2012 | Toronto  | ITF $50.000       | Hartplatz (Halle) | Sharon Fichman    | 6:1, 6:2         |
| 7.  | 24. Mai 2014     | Nürnberg | WTA International | Sand              | Karolína Plíšková | 6:2, 4:6, 6:3    |

### Doppel
| Nr. | Datum          | Turnier  | Kategorie         | Belag     | Partnerin      | Finalgegnerinnen                    | Ergebnis         |
| --- | -------------- | -------- | ----------------- | --------- | -------------- | ----------------------------------- | ---------------- |
| 1.  | 22. April 2012 | Dothan   | ITF $50.000       | Sand      | Jessica Pegula | Sharon Fichman Marie-Ève Pelletier  | 6:4, 4:6, [10:5] |
| 2.  | 6. Januar 2019 | Auckland | WTA International | Hartplatz | Sofia Kenin    | Paige Mary Hourigan Taylor Townsend | 1:6, 6:1, [10:7] |

## Karrierestatistik und Turnierbilanz

### Einzel
| Turnier                      | 2008              | 2009              | 2010              | 2011              | 2012              | 2013              | 2014              | 2015              | 2016             | 2017              | 2018              | 2019              | 2020              | 2021              | 2022              | 2023              | 2024             | 2025             | T / T       | S/N         | Sieg%       |
| ---------------------------- | ----------------- | ----------------- | ----------------- | ----------------- | ----------------- | ----------------- | ----------------- | ----------------- | ---------------- | ----------------- | ----------------- | ----------------- | ----------------- | ----------------- | ----------------- | ----------------- | ---------------- | ---------------- | ----------- | ----------- | ----------- |
| Australian Open              | –                 | –                 | –                 | –                 | –                 | Q2                | HF                | VF                | 2                | 3                 | 2                 | 2                 | Q3                | Q2                | –                 | Q1                | –                | –                | 0 / 6       | 14:6        | 70 %        |
| French Open                  | –                 | –                 | –                 | –                 | –                 | 2                 | HF                | 1                 | 2                | 2                 | Q1                | 1                 | 3                 | –                 | –                 | –                 | –                | –                | 0 / 7       | 10:7        | 59 %        |
| Wimbledon                    | –                 | –                 | –                 | –                 | –                 | 3                 | F                 | 1                 | 3                | 1                 | 2                 | 1                 | n. a.             | –                 | –                 | Q1                | –                | –                | 0 / 7       | 11:7        | 61 %        |
| US Open                      | –                 | –                 | –                 | –                 | –                 | 2                 | AF                | AF                | 1                | 1                 | 2                 | 1                 | –                 | –                 | Q2                | Q2                | –                | –                | 0 / 7       | 8:6         | 57 %        |
| WTA Finals                   | –                 | –                 | –                 | –                 | –                 | –                 | RR                | –                 | –                | –                 | –                 | –                 | n. a.             | –                 | –                 | –                 | –                | –                | 0 / 1       | 0:3         | 0 %         |
| Doha                         | –                 | n. a. bzw. a. K.  | n. a. bzw. a. K.  | n. a. bzw. a. K.  | –                 | –                 | 1                 | a. K.             | AF               | a. K.             | –                 | a. K.             | –                 | a. K.             | –                 | a. K.             | –                | –                | 0 / 2       | 2:2         | 50 %        |
| Dubai                        | a. K.             | –                 | –                 | –                 | andere Kategorie  | andere Kategorie  | andere Kategorie  | –                 | a. K.            | –                 | a. K.             | 2                 | a. K.             | –                 | a. K.             | –                 | –                | –                | 0 / 1       | 1:1         | 50 %        |
| Indian Wells                 | –                 | –                 | –                 | –                 | –                 | Q1                | AF                | AF                | 3                | 1                 | 1                 | 1                 | n. a.             | –                 | –                 | –                 | –                | –                | 0 / 6       | 6:6         | 50 %        |
| Miami                        | –                 | –                 | –                 | –                 | –                 | 2                 | 2                 | 2                 | 1                | 1                 | Q2                | Q1                | n. a.             | –                 | –                 | –                 | –                | –                | 0 / 5       | 1:5         | 17 %        |
| Madrid                       | n. a.             | –                 | –                 | –                 | –                 | –                 | 1                 | 1                 | 1                | VF                | –                 | –                 | n. a.             | –                 | –                 | 2                 | –                | –                | 0 / 5       | 4:5         | 44 %        |
| Rom                          | –                 | –                 | –                 | –                 | –                 | –                 | 1                 | AF                | AF               | –                 | –                 | –                 | –                 | –                 | –                 | Q1                | –                | –                | 0 / 3       | 3:3         | 50 %        |
| Kanada                       | Q1                | Q1                | Q1                | 1                 | 2                 | 2                 | 2                 | 1                 | AF               | 1                 | 1                 | 1                 | n. a.             | –                 | –                 | Q1                | Q1               | 2                | 0 / 10      | 5:10        | 33 %        |
| Cincinnati                   | a. K.             | –                 | –                 | –                 | –                 | 2                 | 2                 | 2                 | 1                | –                 | –                 | –                 | –                 | –                 | –                 | –                 | –                | –                | 0 / 4       | 2:4         | 33 %        |
| Tokio                        | –                 | –                 | –                 | –                 | –                 | VF                | n. a. bzw. a. K.  | n. a. bzw. a. K.  | n. a. bzw. a. K. | n. a. bzw. a. K.  | n. a. bzw. a. K.  | n. a. bzw. a. K.  | n. a. bzw. a. K.  | n. a. bzw. a. K.  | n. a. bzw. a. K.  | n. a. bzw. a. K.  | n. a. bzw. a. K. | n. a. bzw. a. K. | 0 / 1       | 3:1         | 75 %        |
| Guadalajara                  | n. a. bzw. a. K.  | n. a. bzw. a. K.  | n. a. bzw. a. K.  | n. a. bzw. a. K.  | n. a. bzw. a. K.  | n. a. bzw. a. K.  | n. a. bzw. a. K.  | n. a. bzw. a. K.  | n. a. bzw. a. K. | n. a. bzw. a. K.  | n. a. bzw. a. K.  | n. a. bzw. a. K.  | n. a. bzw. a. K.  | n. a. bzw. a. K.  | 2                 | 2                 | a. K.            | a. K.            | 0 / 2       | 2:2         | 50 %        |
| Peking                       | n. a.             | –                 | –                 | –                 | Q1                | 2                 | 2                 | 1                 | –                | 1                 | –                 | –                 | nicht ausgetragen | nicht ausgetragen | nicht ausgetragen | –                 | –                | –                | 0 / 4       | 1:4         | 20 %        |
| Wuhan                        | nicht ausgetragen | nicht ausgetragen | nicht ausgetragen | nicht ausgetragen | nicht ausgetragen | nicht ausgetragen | F                 | –                 | –                | –                 | –                 | –                 | nicht ausgetragen | nicht ausgetragen | nicht ausgetragen | nicht ausgetragen | –                | –                | 0 / 1       | 4:1         | 80 %        |
| Olympische Spiele            | –                 | nicht ausgetragen | nicht ausgetragen | nicht ausgetragen | –                 | nicht ausgetragen | nicht ausgetragen | nicht ausgetragen | 2                | nicht ausgetragen | nicht ausgetragen | nicht ausgetragen | nicht ausgetragen | –                 | n. a.             | n. a.             | –                | n. a.            | 0 / 1       | 1:1         | 50 %        |
| Billie Jean King Cup         | –                 | –                 | –                 | PO                | –                 | PO                | PO                | PO                | –                | –                 | –                 | –                 | –                 | –                 | –                 | –                 | –                | –                | 0 / 4       | 10:4        | 71 %        |
| Statistik                    | Statistik         | Statistik         | Statistik         | Statistik         | Statistik         | Statistik         | Statistik         | Statistik         | Statistik        | Statistik         | Statistik         | Statistik         | Statistik         | Statistik         | Statistik         | Statistik         | Statistik        | Statistik        | S/N         | S/N         | Sieg%       |
| Turnierteilnahmen            | 5                 | 4                 | 8                 | 17                | 20                | 25                | 24                | 18                | 24               | 21                | 19                | 18                | 8                 | 4                 | 9                 | 12                | 2                | 2                | Gesamt: 240 | Gesamt: 240 | Gesamt: 240 |
| Erreichte Finals             | 0                 | 0                 | 0                 | 2                 | 5                 | 0                 | 3                 | 0                 | 2                | 0                 | 0                 | 0                 | 1                 | 0                 | 0                 | 0                 | 0                | 0                | Gesamt: 13  | Gesamt: 13  | Gesamt: 13  |
| Gewonnene Titel              | 0                 | 0                 | 0                 | 2                 | 4                 | 0                 | 1                 | 0                 | 0                | 0                 | 0                 | 0                 | 0                 | 0                 | 0                 | 0                 | 0                | 0                | Gesamt: 7   | Gesamt: 7   | Gesamt: 7   |
| Hartplatz-Siege/-Niederlagen | 0:4               | 1:2               | 7:6               | 19:12             | 27:9              | 20:14             | 24:16             | 10:10             | 21:15            | 7:14              | 18:13             | 8:14              | 5:4               | 5:4               | 6:9               | 3:4               | 0:1              | 1:1              | 182:152     | 182:152     | 54 %        |
| Sand-Siege/-Niederlagen      | 0:1               | 2:1               | 4:2               | 6:2               | 18:5              | 15:6              | 15:5              | 1:4               | 4:4              | 6:4               | 3:4               | 0:2               | 10:4              | 0:0               | 0:0               | 7:5               | 2:1              | 0:0              | 93:50       | 93:50       | 65 %        |
| Rasen-Siege/-Niederlagen     | 0:0               | 0:0               | 0:0               | 0:0               | 0:1               | 4:4               | 6:2               | 1:4               | 5:4              | 0:3               | 6:2               | 0:2               | 0:0               | 0:0               | 0:0               | 1:2               | 0:0              | 0:1              | 23:25       | 23:25       | 48 %        |
| Teppich-Siege/-Niederlagen   | 0:0               | 0:0               | 0:0               | 0:1               | 1:1               | 0:0               | 0:0               | 0:0               | 1:1              | 0:0               | 0:0               | 0:0               | 0:0               | 0:0               | 0:0               | 0:0               | 0:0              | 0:0              | 2:3         | 2:3         | 40 %        |
| Gesamt-Siege/-Niederlagen    | 0:5               | 3:3               | 11:8              | 25:15             | 46:16             | 39:24             | 45:23             | 12:18             | 31:24            | 13:21             | 27:19             | 8:18              | 15:8              | 5:4               | 6:9               | 11:11             | 2:2              | 1:2              | 300:230     | 300:230     | 57 %        |
| Sieg%                        | 0 %               | 50 %              | 58 %              | 63 %              | 74 %              | 62 %              | 66 %              | 40 %              | 56 %             | 38 %              | 59 %              | 31 %              | 65 %              | 56 %              | 40 %              | 50 %              | 50 %             | 33 %             | Gesamt:     | Gesamt:     | 57 %        |
| Jahresendposition            | 1104              | 1068              | 538               | 302               | 144               | 32                | 7                 | 48                | 47               | 81                | 89                | 224               | 141               | 246               | 323               | 273               | 1007             | –                | N/A         | N/A         | N/A         |

Zeichenerklärung: S = Turniersieg; F, HF, VF, AF = Einzug ins Finale / Halbfinale / Viertelfinale / Achtelfinale; 1, 2, 3 = Ausscheiden in der 1. / 2. / 3. Hauptrunde; RR = Round Robin (Gruppenphase); n. a. = nicht ausgetragen; a. K. = andere Kategorie; PO (Play-off) = Auf- und Abstiegsrunde im Billie Jean King Cup; K1, K2, K3 = Teilnahme in der Kontinentalgruppe I, II, III im Billie Jean King Cup.
Anmerkung: Diese Statistik berücksichtigt alle Ergebnisse im Einzel bei ITF- und WTA-Turnieren. Als Quelle dient die ITF- und WTA-Seite der Spielerin. Dargestellt sind nur WTA-Turniere der Kategorie Tier I (bis 2008), die WTA-Turniere der Kategorien Premier Mandatory und Premier 5 (2009–2020) bzw. die WTA-Turniere der Kategorie 1000 (seit 2021).

### Abschneiden bei Grand-Slam-Turnieren im Doppel
| Turnier         | 2013 | 2014 | 2015 | 2016 | 2017 | 2018 | Bilanz | Karriere |
| --------------- | ---- | ---- | ---- | ---- | ---- | ---- | ------ | -------- |
| Australian Open | —    | AF   | —    | —    | —    | 1    | 2:2    | AF       |
| French Open     | —    | —    | —    | —    | —    | —    | —      | —        |
| Wimbledon       | AF   | 1    | —    | 1    | —    | —    | 2:3    | AF       |
| US Open         | 1    | —    | 2    | —    | 1    | —    | 1:3    | 2        |

## Abschneiden bei Grand-Slam-Turnieren als Juniorin

### Einzel
| Turnier         | 2009 | 2010 | 2011 | 2012 | Karriere |
| --------------- | ---- | ---- | ---- | ---- | -------- |
| Australian Open | 2    | 1    | HF   | HF   | HF       |
| French Open     | –    | 1    | –    | AF   | AF       |
| Wimbledon       | 1    | 2    | VF   | S    | S        |
| US Open         | –    | AF   | 2    | 2    | AF       |

Zeichenerklärung: S = Turniersieg; F, HF, VF, AF = Einzug ins Finale / Halbfinale / Viertelfinale / Achtelfinale; 1, 2, 3 = Ausscheiden in der 1. / 2. / 3. Hauptrunde; Q1, Q2, Q3 = Ausscheiden in der 1. / 2. / 3. Runde der Qualifikation; n. a. = nicht ausgetragen

### Doppel
| Turnier         | 2009 | 2010 | 2011 | 2012 | Karriere |
| --------------- | ---- | ---- | ---- | ---- | -------- |
| Australian Open | AF   | HF   | AF   | VF   | HF       |
| French Open     | –    | AF   | –    | HF   | HF       |
| Wimbledon       | 1    | AF   | S    | S    | S        |
| US Open         | –    | AF   | 1    | –    | AF       |

## Auszeichnungen
- WTA Neuling des Jahres: 2013
- Kanadas Sportlerin des Jahres: 2013[17], 2014[18]
- WTA Aufsteigerin des Jahres: 2014

## Persönliches
Bouchard hat drei Geschwister, darunter ihre Zwillingsschwester Beatrice.